# Fear Inoculum
Fear Inoculum è il quinto album in studio del gruppo musicale statunitense Tool, pubblicato il 30 agosto 2019 dalla Tool Dissectional e dalla RCA Records.

## Antefatti
Nel febbraio 2008, in occasione della 50ª edizione dei Grammy Awards, il frontman Maynard James Keenan ha rivelato l'intenzione del gruppo di scrivere «subito» nuovo materiale per il quinto album in studio. Nel 2010 il sito ufficiale del gruppo ha riportato che il chitarrista Adam Jones, il bassista Justin Chancellor e il batterista Danny Carey erano al lavoro sulle parti strumentali mentre Keenan era impegnato in tour con il progetto parallelo Puscifer, sebbene gli stessi abbiano dedicato tempo anche alla registrazione di materiale per altri artisti (Jones con gli Isis per l'album Wavering Radiant, Chancellor con gli Intronaut per l'album Valley of Smoke e Carey nel progetto Feersum Ennjin dell'ex bassista Paul D'Amour).
Verso la fine del 2012 il gruppo ha stimato che il quinto album era quasi a metà, con le strumentali che «suonano come i Tool... alcuni dei quali ricordano vagamente i primi Tool, mentre altre parti si spingevano oltre». Tuttavia, l'anno seguente è iniziato con l'incidente di due componenti dei Tool, portando alla cancellazione di nove giorni di jam session; Carey ha comunque spiegato che l'album sarebbe stato pubblicato «quest'anno. Questo è tutto ciò che posso dire. Prima è, meglio è per noi. Ne siamo davvero entusiasti, quindi spero lo saranno anche i fan», venendo in seguito smentito da Keenan, il quale, durante un'intervista promozionale per l'album Donkey Punch the Night dei Puscifer, ha spiegato che non ci sarebbe stato «nessun nuovo disco, non quest'anno. Fondamentalmente in questo momento sono molte idee.» Nel 2014 Jones e Carey, intervistati da Rolling Stone, hanno rivelato che l'album non sarebbe uscito fino a quando i Tool non avranno risolto problemi inerenti a responsabilità familiari e a una causa legale in corso dal 2007, eventi che hanno portato i componenti a perdere la motivazione per essere creativi e comporre musica; Carey ha comunque aggiunto che un brano del disco di dieci minuti era «praticamente completato».
Nel marzo 2015 Jones ha annunciato che la causa si è risolta a loro favore e che avrebbero ripreso a concentrarsi sulla composizione dell'album, con la speranza di completarlo verso la fine dell'anno ma sottolineando che il gruppo non avrebbe in alcun modo accelerato il lavoro al fine di rispettare una scadenza arbitraria. Nel novembre dello stesso anno il processo ha portato alla creazione di venti possibili idee da utilizzare per il disco, tra cui il brano Descending, presentato dal vivo in ottobre a Tempe in versione ridotta.
Il 16 febbraio 2018 Keenan ha rivelato che i testi e le melodie vocali erano «completi al 100%, tranne un brano». Il 10 marzo seguente i Tool sono ufficialmente entrati in studio di registrazione insieme al produttore Joe Barresi (già al lavoro con il precedente 10,000 Days), completando le parti di batteria il successivo 11 maggio. Nel gennaio 2019 Keenan ha confermato di aver completato le proprie parti vocali. Il successivo 7 marzo è stato completato il mastering, affidato a Bob Ludwig.

## Titolo
In un'intervista concessa a Metal Hammer, Chancellor ha spiegato che Fear Inoculum significa «vaccinarsi dalle cose che ti spaventano [...] Quando cresci vuoi imparare, vuoi cambiare ed evolverti, ma non vuoi vivere nella paura. La paura annichilisce il pensiero».

## Promozione
L'8 maggio 2019 i Tool hanno annunciato la data di pubblicazione dell'album, fissata al 30 agosto dello stesso anno. Contemporaneamente hanno intrapreso una tournée negli Stati Uniti d'America, spostandosi in Europa nei due mesi seguenti, dove hanno portato al debutto due brani tratti dal disco, la versione completa di Descending e Invincible.
Il titolo dell'album è stato rivelato a fine luglio 2019, seguito dalla presentazione della copertina pochi giorni più tardi. Il 7 agosto i Tool hanno pubblicato il primo singolo, l'omonimo Fear Inoculum, che è divenuto il brano più lungo ad entrare nella classifica statunitense dei singoli grazie ai suoi oltre dieci minuti di lunghezza.
L'album è stato distribuito dalla RCA Records in formato digitale e in edizione fisica sotto forma di cofanetto composto dal CD, un libretto di 36 pagine, uno schermo HD da quattro pollici con il video del brano Recusant ad infinitum e un altoparlante da 2 watt. Il 13 dicembre è stata inoltre commercializzata un'edizione deluxe costituita da un libretto esteso di 56 pagine, cinque stampe lenticolari e un download del video di Recusant ad infinitum.
Per promuoverne l'uscita i Tool hanno intrapreso una tournée nordamericana, partita il 13 ottobre 2019 a Sacramento e conclusasi il 25 novembre dello stesso anno a Washington. Nel 2020 il tour è proseguito a gennaio negli Stati Uniti d'America e a febbraio in Australia e Nuova Zelanda. Nel 2022 hanno tenuto una nuova tournée a supporto dell'album, esibendosi negli Stati Uniti d'America tra gennaio e marzo e successivamente in Europa tra aprile e maggio. A partire dal concerto del 20 febbraio a Filadelfia il gruppo ha reso disponibile un'edizione limitata in vinile di Fear Inoculum composta da cinque dischi, resa disponibile anche nel resto del mondo a partire dal successivo 8 aprile.

## Accoglienza
| Recensione           | Giudizio |
| -------------------- | -------- |
| AllMusic             |          |
| Clash                | 9/10     |
| Consequence          | A−       |
| Entertainment Weekly | B+       |
| The Guardian         |          |
| Kerrang!             |          |
| NME                  |          |
| Pitchfork            | 5,4/10   |
| Rolling Stone        |          |

Fear Inoculum ha ricevuto il plauso della critica specializzata, che ha elogiato come punti principali la qualità sonora, l'elevata cura prestata dal gruppo riguardo a ogni singolo dettaglio nella musica e la performance vocale di Keenan. Secondo i dati di Metacritic, l'album ha ricevuto un punteggio medio di 81 su 100 basato su 23 recensioni, equivalente ad «acclamazione universale».
Scrivendo per The Atlantic, James Parker ha lodato l'album per essere buono come le precedenti pubblicazioni, definendolo «preciso e devastante come è sempre stato» e contenente «una quantità quasi non gestibile di quella sensazione [riconducibile ai dischi dei] Tool». Chris Triunfo di The Boston Globe lo ha elogiato per essere «un sogno febbrile progressive metal di 80 minuti che dimostra che il gruppo è tornato e migliore di prima». Anche James McMahon di NME si è trovato del medesimo parere, assegnando il punteggio massimo a Fear Inoculum, definendolo «un'opera languida e beata, che presenta forse la migliore raccolta di voci che il cantante Keenan abbia mai impegnato a registrare, con molte linee che escono dalle labbra del cantante più vicine al dolce canticchiare sottovoce dell'altra band di Keenan A Perfect Circle piuttosto che a quello raspo e ruvido di un tempo» e concludendo che «valeva la pena aspettare» la sua uscita. Nick Ruskell di Kerrang! ha assegnato il voto massimo al disco, da lui descritto come «un'opera vasta e tentacolare, in cui ogni dettaglio, ogni nota e sfumatura, ogni ritmo e suono, è stato deliberatamente e accuratamente posto dopo molte considerazioni. [...] Anche le idee più piccole e apparentemente insignificanti portano il segno di essere state impastate e lavorate per settimane alla ricerca della loro forma finale».
Dimitri Ehrlich di Spin ha descritto positivamente il lavoro svolto dai Tool nel continuare «a confondere i confini tra art rock, rock psichedelico, alternative metal e rock progressivo con incessante curiosità e abilità» mentre «rimangono provocatoriamente contrari al mondo digitalmente quantizzato dell'auto-tune nel quale noi oggi viviamo». Stephen Hill di Louder ha apprezzato la densità e la stratificazione delle sonorità dell'album, individuando la «grandiosità» e «l'emozionante» voce di Keenan e indicando il brano conclusivo 7empest come il punto più alto del disco, quest'ultima caratteristica notata anche da Wall of Sound e Loudwire, che hanno aggiunto che si tratta uno dei migliori brani della carriera dei Tool.
Nonostante la buona accoglienza ricevuta, tuttavia l'album non è stato recensito favorevolmente da tutti i critici. Pitchfork fece notare come il disco fosse semplicemente «quello che ci si aspetta da un album in lavorazione da più di un decennio: una più matura, talvolta eccitante, raccolta di brani che sembrano sia sovraprodotti sia approssimativi»; concludendo spiegando che risulta «difficile scovare la differenza tra le scelte azzeccate e quelle sbagliate».

## Tracce
Testi e musiche dei Tool.
Edizione CD
1. Fear Inoculum – 10:20
2. Pneuma – 11:53
3. Invincible – 12:44
4. Descending – 13:37
5. Culling Voices – 10:05
6. Chocolate Chip Trip – 4:48
7. 7empest – 15:43

- Traccia multimediale

1. Recusant ad infinitum – 6:42

Edizione digitale e LP
1. Fear Inoculum – 10:20
2. Pneuma – 11:53
3. Litanie contre la Peur – 2:14 – assente nell'edizione LP
4. Invincible – 12:44
5. Legion Inoculant – 3:09
6. Descending – 13:37
7. Culling Voices – 10:05
8. Chocolate Chip Trip – 4:48
9. 7empest – 15:43
10. Mockingbeat – 2:05

## Formazione
Gruppo
- Maynard James Keenan – voce
- Adam Jones – chitarra
- Justin Chancellor – basso
- Danny Carey – batteria

Altri musicisti
- Lustmord – effetti sonori

Produzione
- Tool – produzione
- Joe Barresi – registrazione, missaggio
- Jun Murakawa – assistenza tecnica
- Morgan Stratton – assistenza tecnica
- Kevin Mills – assistenza tecnica
- Garrett Lubow – assistenza tecnica
- Wesley Seidman – assistenza tecnica
- Scott Moore – assistenza tecnica
- Greg Foeller – assistenza tecnica
- Bob Ludwig – mastering (CD, download digitale)
- Chris Bellman – mastering (LP)
- Mat Mitchell – tracker aggiuntivo
- Tim Dawson – tracker aggiuntivo
- Andrew Means – tracker aggiuntivo

## Classifiche

### Classifiche settimanali
| Classifica (2019-2022)     | Posizione massima |
| -------------------------- | ----------------- |
| Australia                  | 1                 |
| Austria                    | 3                 |
| Belgio (Fiandre)           | 1                 |
| Belgio (Vallonia)          | 4                 |
| Canada                     | 1                 |
| Danimarca                  | 4                 |
| Estonia                    | 5                 |
| Finlandia                  | 2                 |
| Francia                    | 9                 |
| Germania                   | 2                 |
| Grecia                     | 10                |
| Irlanda                    | 4                 |
| Italia                     | 2                 |
| Lituania                   | 4                 |
| Norvegia                   | 1                 |
| Nuova Zelanda              | 1                 |
| Paesi Bassi                | 3                 |
| Polonia                    | 6                 |
| Portogallo                 | 1                 |
| Regno Unito                | 4                 |
| Regno Unito (rock & metal) | 1                 |
| Repubblica Ceca            | 17                |
| Slovacchia                 | 68                |
| Spagna                     | 3                 |
| Stati Uniti                | 1                 |
| Stati Uniti (hard rock)    | 1                 |
| Stati Uniti (rock)         | 1                 |
| Stati Uniti (tastemaker)   | 1                 |
| Svezia                     | 7                 |
| Svizzera                   | 2                 |
| Ungheria                   | 5                 |

### Classifiche di fine anno
| Classifica (2019)  | Posizione |
| ------------------ | --------- |
| Australia          | 35        |
| Belgio (Fiandre)   | 51        |
| Germania           | 57        |
| Nuova Zelanda      | 35        |
| Stati Uniti        | 114       |
| Stati Uniti (rock) | 18        |
| Classifica (2020)  | Posizione |
| Belgio (Fiandre)   | 191       |
| Stati Uniti (rock) | 52        |